# تمباغا

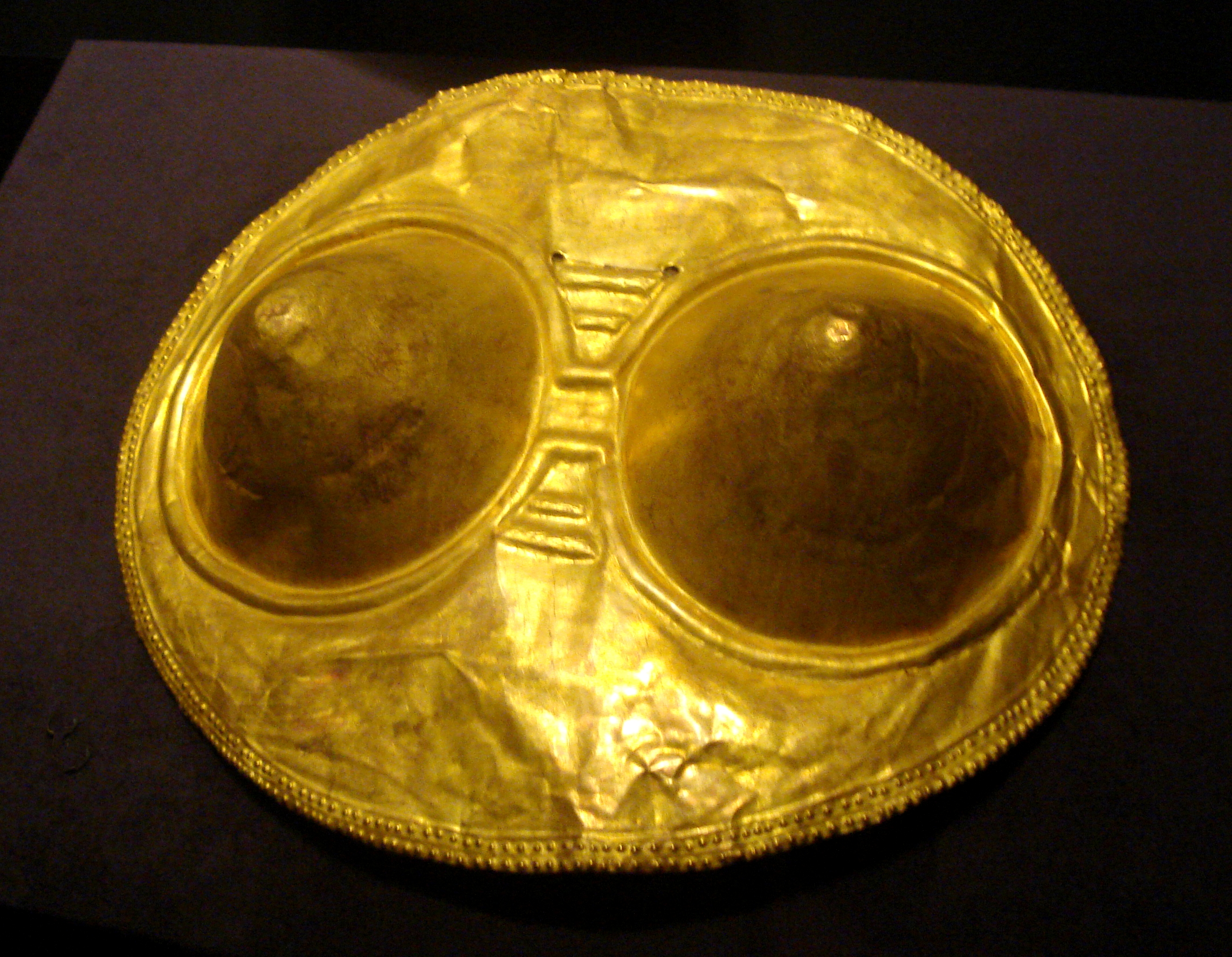
قطعة فنية مصنوعة من سبيكة تمباغا تعود إلى حضارة كمبايا (300-1600 م).

تمباغا (Tumbaga) هو اسم شامل غير محدد المواصفات لسبيكة مصنوعة من الذهب والنحاس، استخدم من قبل الغزاة الإسبان أثناء احتلالهم لدول أمريكا اللاتينية، لوصف القطع الأثرية ذات اللون الذهبي التي كانت في حضارات دول أمريكا الوسطى والجنوبية في العصر قبل الكولومبي.
يسود الاعتقاد أن اللفظ «تمباغا» أتى من اللغة التاغالوغية، والمستعار بدوره من لغة ملايو، ويعني النحاس أو الصُّفْر (نحاس أصفر)؛ وكان يشار إليه بلفظ محور تحت اسم تمباغو في النصوص التاريخية.